# Trofeo Lockheed
El Trofeo Lockheed (del inglés: Lockheed Aerobatic Trophy) fue una competición de acrobacia aérea anual que comenzó en el año 1955 en Inglaterra. El programa del evento era esencialmente de estilo libre, sin contar con la rigurosidad que puede observarse actualmente en las competencias acrobáticas de la FAI, teniendo una mayor importancia lo artístico más que la precisión.

## Reglas
Las reglas eran bastante simples: después de un disparo al aire, cada piloto tenía exactamente cinco minutos para mostrar que podía hacer con su avión antes de que finalizara su tiempo. Los jueces requerían ver un dibujo pintado en el cielo, de forma que independientemente de la aeronave que usaran los pilotos, cualquiera podía ganar. Se disputó entre los años 1955 y 1965. En 1960 se instauró el World Aerobatic Championships, donde se daba 4 minutos a cada piloto para realizar las figuras acrobáticas. A partir de 1961, la FAI adoptó la Notación Aresti.

## Palmarés
| Año  | Sede | Ganador         | País           | Avión              |
| ---- | ---- | --------------- | -------------- | ------------------ |
| 1965 |      | Jirí Stoklasa   | Checoslovaquia | Zlin 226AS         |
| 1964 |      | Juraj Souc      | Checoslovaquia | Zlin 226AS         |
| 1963 |      | Jaromír Hulka   | Checoslovaquia | Zlin 226AS         |
| 1962 |      | Jean d´Orgeix   | Francia        | Stampe SV.4A       |
| 1961 |      | Jirí Bláha      | Checoslovaquia | Zlin 226A          |
| 1960 |      | Jean d´Orgeix   | Francia        | Stampe SV.4A       |
| 1959 |      | Francis Liardon | Suiza          | Bücker Jungmeister |
| 1958 |      | Léon Biancotto  | Francia        | Zlin 226T          |
| 1957 |      | Vilém Krysta    | Checoslovaquia | Zlin 226A          |
| 1956 |      | Léon Biancotto  | Francia        | SR.7B Monitor      |
| 1955 |      | Léon Biancotto  | Francia        | Stampe SV.4A       |

## Trofeo Biancotto
En honor al piloto acrobático francés Léon Biancotto, ganador tres veces del Trofeo Lockheed, que falleció el 22 de agosto de 1960 mientras entrenaba para el primer Campeonato del Mundo de Vuelo Acrobático, se creó el Biancotto Trophy, el cual se disputó en 5 ocasiones: 1965, 1967, 1969, 1971, 1974.